# Supermarine Sea Otter
El Supermarine Sea Otter fue un avión anfibio diseñado y fabricado por el constructor de aviones británico Supermarine. Fue el último hidrocanoa biplano diseñado por la compañía y el último biplano en entrar en servicio tanto en la Marina Real como en la Real Fuerza Aérea (RAF).
El Sea Otter fue desarrollado como un refinamiento del Supermarine Walrus. Fue diseñado para ser utilizado en operaciones de mayor alcance, para realizar bombardeos en picado y para operar desde una gama más amplia de buques que su predecesor. Al principio fue conocido como Stingray. El desarrollo del avión se vio retrasado por los compromisos de Supermarine con los programas Walrus y Spitfire.
El Sea Otter voló por primera vez el 23 de septiembre de 1938. En 1942 se emitió una orden de producción. Cuando se introdujo durante los últimos años de la Segunda Guerra Mundial, el Sea Otter se encargó principalmente de tareas de patrulla marítima y rescate aeromarítimo, tanto de la RAF como de la Marina Real. Después de la guerra, el modelo fue adquirido por la Real Fuerza Aérea Danesa, el Servicio de Aviación Naval Holandés y la Marina Real Australiana. Supermarine se encargó de la conversión de Sea Otter excedentes para que fueran utilizados por operadores civiles.

## Diseño y desarrollo

### Antecedentes
Los orígenes del Sea Otter se remontan al Supermarine Walrus. Incluso antes del primer vuelo del Walrus, el equipo de diseño de la compañía, encabezado por R.J. Mitchell, estaba trabajando en una versión mejorada del avión que funcionaba con motores radiales Bristol Aquila y Bristol Perseus. En febrero de 1936, Mitchell se entrevistó con el director de Desarrollo Técnico del Ministerio del Aire para determinar los atributos de rendimiento deseables en el avión tentativo antes de que comenzara el diseño en detalle. A partir de estas discusiones, se decidió buscar una capacidad de bombardeo en picado, un mayor peso de carga, un alcance más largo y que estuviera equipado con equipos para operar tanto desde portaaviones como desde cruceros.
El 17 de abril de 1936, después de que Supermarine presentara los detalles técnicos, incluidos dibujos detallados y cálculos de costes, el Ministerio del Aire emitió instrucciones para proceder con un par de prototipos. El progreso de estos dos prototipos fue lento, debido a los compromisos de producción asociados con los programas Walrus y Spitfire. La diferencia más visible entre el Walrus y el Sea Otter estaba en el montaje del motor; mientras que el Walrus tenía un motor orientado hacia atrás con una hélice propulsora, el motor del Sea Otter estaba orientado hacia adelante con una hélice tractora. En general, el exterior del Sea Otter era más limpio que el del Walrus, particularmente en su disposición del motor, habiéndose eliminado la alineación desplazada del motor para contrarrestar el torque, manejándolo en su lugar a través del estabilizador vertical.

### En vuelo
El primer prototipo, K8854T, realizó el vuelo inaugural del modelo el 23 de septiembre de 1938, pilotado por el piloto de pruebas jefe de Supermarine, George Pickering. Durante el vuelo se determinó rápidamente que la hélice bipala de madera original era inadecuada. Más tarde fue reemplazado por un modelo equivalente de tres palas producido por De Havilland, aunque este tampoco produjo resultados totalmente satisfactorios. La hélice fue cambiada nuevamente, esta vez a una unidad de cuatro palas cuyos pares de palas fueron colocados inusualmente en un ángulo de 35° en lugar de los 90° habituales, para que el avión pudiera moverse más fácilmente dentro de hangares a bordo de barcos y otras áreas cerradas.
Después del tercer vuelo del prototipo, el nombre Stingray se cambió a Sea Otter. Pickering observó que su rendimiento durante el vuelo era notablemente mejor, particularmente durante el despegue. En los vuelos siguientes se identificaron defectos menores y se resolvieron rápidamente. Durante febrero de 1939, se iniciaron las pruebas de recuperación en el mar desde el HMS Pegasus, lo que resultó en algunas variaciones de las prácticas estándar utilizadas para desplegar el Walrus anterior. El Almirantazgo británico solicitó algunos cambios, incluyendo que se reperfilara el morro para reducir su tendencia a rociar agua, así como la instalación de una hélice Rotol de tres palas de velocidad constante. Cinco meses después se realizaron pruebas de catapulta con el HMS Pegasus. Las pruebas generales de navegabilidad comenzaron durante septiembre de 1939. Se llevaron a cabo en Southampton debido a un posible ataque alemán a Felixstowe.

### En producción
El 26 de enero de 1940, tras la visita de una delegación técnica de alto nivel a Supermarine, se ordenó la producción del Sea Otter. Se estipuló que el avión debía aterrizar a menor velocidad, lo cual se logró mediante modificaciones en las alas. Otras modificaciones solicitadas incluyeron la adición de una ametralladora Vickers K montada en el morro y mayor espacio libre en la cubierta de vuelo. A finales de 1940, Blackburn Aircraft recibió un contrato por 190 Sea Otter, pero el contacto con la compañía se canceló al año siguiente porque no pudo adaptarse a la carga de trabajo adicional.
En consecuencia, no fue hasta enero de 1942 cuando el Ministerio del Aire realizó un encargo de producción del Sea Otter a Saunders-Roe, que previamente también había fabricado el Walrus. Debido a problemas de refrigeración detectados con el motor Perseus, el motor de los aviones de producción se cambió al Bristol Mercury XXX, que movía una hélice de tres palas. El primer Sea Otter de producción, pilotado por Jeffrey Quill, realizó su primer vuelo en enero de 1943. Fue rápidamente transferido a RAF Worthy Down para realizar sus pruebas de vuelo iniciales, y posteriormente a Helensburgh para más pruebas de manejo en el agua. En esa época se incluyeron varias modificaciones menores, entre ellas un timón de agua alargado y un gancho de parada de tipo aguijón.
De los 592 aviones que en un momento dado estaban encargados, sólo se construyeron 292 Sea Otter. Esto se debió en gran medida a que la producción del modelo se vio interrumpida por una capacidad de producción limitada y por una fuerte reducción de la demanda militar tras el Día de la Victoria en Europa y el final del conflicto.
Durante la posguerra, un gran número de Sea Otter fueron reconvertidos para su uso civil. La cabina fue insonorizada y equipada con sistemas de calefacción. En la cabina se dispuso de asientos para cuatro pasajeros, un baño químico y una zona de almacenamiento para equipaje. Como estaban destinados a ser utilizados como aviones utilitarios en áreas remotas, la versatilidad era un aspecto importante; para permitir el transporte de carga, se reforzó el piso de la cabina y se equipó con puntos de amarre, y los asientos de los pasajeros se hicieron fácilmente desmontables.

## Historia operacional

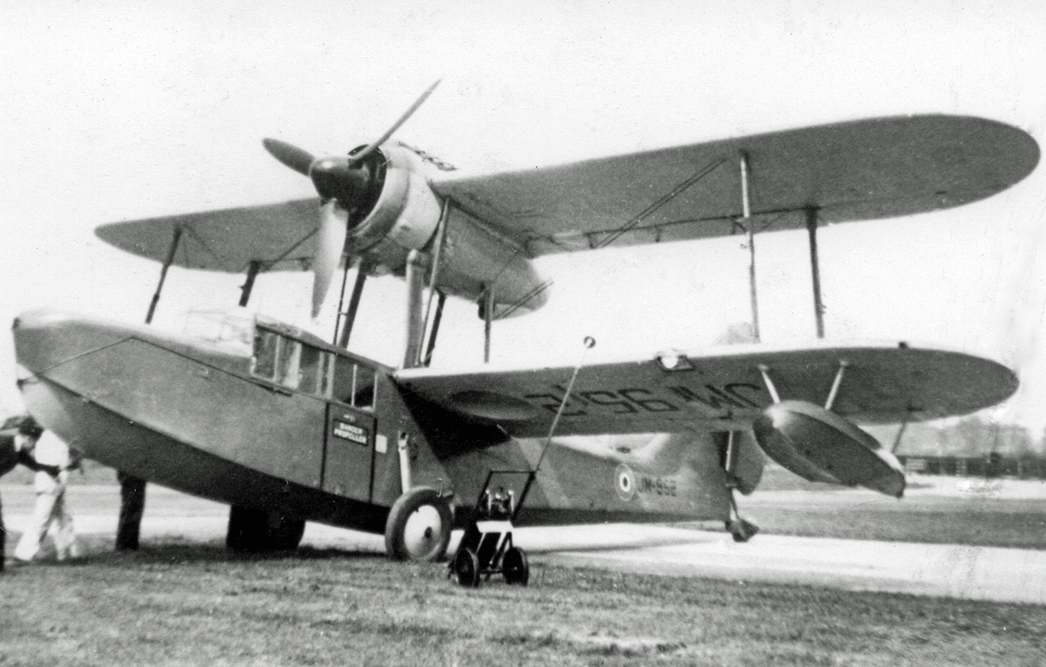
Sea Otter I del Establecimiento Experimental de Aeronaves Marinas en 1948.

Durante noviembre de 1944, el Sea Otter fue introducido al servicio operativo; para cuando el modelo fue incorporado por su cuarto escuadrón, la Segunda Guerra Mundial había terminado. El avión fue operado principalmente por la RAF y la Marina Real en funciones de rescate aeromarítimo y patrulla marítima. Aunque el avión realizó principalmente misiones de reconocimiento naval, demostró ser superior a su predecesor Walrus en el papel secundario de recuperación de tripulaciones aéreas en el mar. Esta función comprendió una parte importante de las actividades de posguerra del Sea Otter hasta la década de 1950.
El 19 de julio de 1950, el teniente P. Cane realizó el último rescate marítimo operativo de un Sea Otter, despegando desde el HMS Triumph (R16). Un F4U Corsair fue derribado por fuego antiaéreo, obligando al piloto estadounidense a amerizar en un mar agitado. El avión de Cane amerizó y el piloto estadounidense fue rescatado. Cane logró devolver el Sea Otter al HMS Triumph, y más tarde recibió la Medalla Aérea de Estados Unidos en reconocimiento a sus acciones.
Las fuerzas aéreas militares extranjeras se apresuraron a adquirir el Sea Otter después del final de la guerra, a menudo comprando aeronaves del Gobierno británico. La Real Fuerza Aérea Danesa adquirió ocho aviones, mientras que otros ocho fueron suministrados al Servicio de Aviación Naval Holandés. Las Troupes Coloniales, el servicio colonial francés, compraron seis Sea Otter, que operaron en la Indochina francesa.

## Variantes
Sea Otter Mk I
Avión anfibio de reconocimiento y comunicaciones.
Sea Otter Mk II
Avión anfibio de rescate aéreo y marítimo.

## Operadores
Australia
- Armada Real Australiana[15]

 Dinamarca
- Real Fuerza Aérea de Dinamarca

 Egipto
- Real Fuerza Aérea Egipcia

 Francia
- Aeronavale
- Troupes Coloniales: operaron seis aviones ex-RAF en Indochina entre 1947 y 1952.

 Países Bajos
- Armada Real de los Países Bajos

 Reino Unido
- Real Fuerza Aérea[16]
- Marina Real[17]

## Supervivientes
Ningún museo conserva un avión completo. El Fleet Air Arm Museum (Australia) en Nowra, Nueva Gales del Sur, Australia, tiene la sección del morro del JN200, un Sea Otter que sirvió en la Marina Real Australiana.

## Especificaciones (Sea Otter)
Referencia datos: Jane's All the World's Aircraft 1947, Supermarine Aircraft since 1914

### Características generales
- Tripulación: Tres-cuatro
- Longitud: 12,1 m (39,8 ft)
- Envergadura: 14 m (46 ft)
- Altura: 4,9 m (16,2 ft) con una pala de la hélice apuntando verticalmente hacia abajo
- Superficie alar: 57 m² (613,6 ft²)
- Peso vacío: 3087 kg (6803,7 lb) como anfibio; 2937 kg como hidrocanoa
- Peso cargado: 4536 kg (9997,3 lb)
- Planta motriz: 1× motor radial de nueve cilindros refrigerado por aire Bristol Mercury XXX.
  - Potencia: 600 kW (827 HP; 816 CV) al despegue; 638 kW (855 hp) a 1400 m (4500 pies); 5450 kW (740 hp) continuos a 1500 m (5000 pies)
- Hélices: Rotol tripala de velocidad constante
- Diámetro de la hélice: 3,43 m
- Ancho: 5,49 m con alas plegadas
- Capacidad de combustible: 740 L en dos depósitos en la raíz alar superior (940 L máxima capacidad como hidrocanoa); 50 L de aceite

### Rendimiento
- Velocidad máxima operativa (Vno): 262 km/h (163 MPH; 141 kt) a 1400 m (4500 pies)
- Velocidad crucero (Vc): 160 km/h (99 MPH; 86 kt) a 1500 m (5000 pies)
- Alcance: 909-1167 km
- Alcance en ferry: 1480 km con depósito auxiliar en sobrecarga
- Techo de vuelo: 5200 m (17 060 ft)
- Régimen de ascenso: 4,4 m/s (866 ft/min)
- Carga alar: 74 kg/m² (15,2 lb/ft²)
- Potencia/peso: 0,15 kW/kg (0,09 hp/lb)
- Tiempo a altitud: 6 min 12 s para 1500 m (5000 pies)
- Carrera de despegue para 15 m (50 pies): 510 m en tierra
- Tiempo de despegue desde el agua: 24 s

### Armamento
- Ametralladoras: 

  - 3x Vickers K de 7,7 mm (una en el morro y dos detrás)
- Bombas: 

  - 4 de 110 kg

## Aeronaves relacionadas

### Desarrollos relacionados
- Supermarine Walrus

### Aeronaves similares
- Grumman J2F Duck

### Secuencias de designación
- Secuencia Numérica (interna de Supermarine): ← 306 - 307 - 308 - 309 - 310 - 311 - 312 -- 396 - 397 - 398 - 399 - 500 - 501 - 502 - 503 - 504 - 505 - 506 →